# Seekar See
Seekar See eller Seekarsee är en sjö i Österrike.   Den ligger i förbundslandet Tyrolen, i den västra delen av landet, 400 km väster om huvudstaden Wien. Seekar See ligger 2 655 meter över havet. Den högsta punkten i närheten är Hoher Nebelkogel, 3 211 meter över havet, norr om Seekar See.
Trakten runt Seekar See består i huvudsak av gräsmarker. Runt Seekar See är det ganska glesbefolkat, med 26 invånare per kvadratkilometer.